# Die Tochter des Mehemed
Pour plus de détails, voir Fiche technique et Distribution.
Die Tochter des Mehemed est un film allemand réalisé par Alfred Halm, sorti en 1919.

## Synopsis
Un homme et une femme qui s'aiment sont séparés avant de se retrouver des années plus tard... 

## Fiche technique
- Titre : Die Tochter des Mehemed
- Réalisation : Alfred Halm
- Direction artistique : Kurt Richter
- Photographie : Friedrich Weinmann
- Production : Paul Davidson (en)
- Pays d'origine : République de Weimar
- Format : Noir et blanc - 1,33:1 - Film muet
- Genre : drame
- Date de sortie : 1919

## Distribution
- Ellen Richter (en) : Leila
- Emil Jannings : Vaco Juan Riberda
- Harry Liedtke : Dr Jan van Zuylen
- Albert Patry (de) : Ministre
- Fred Immler (en) : Alinzo Diaz
- Max Kronert : Mehemed
- Emilie Kurz : Biskra